# Joan Carreras i Goicoechea
Joan Carreras i Goicoechea (* 22. července 1962 Barcelona) je katalánský novinář, scenárista a spisovatel.

## Životopis
Syn Joana Carrerase i Martí je mimořádným profesorem na fakultě komunikace Blanquerna, kde vyučuje žurnalistiku. Působil deset let v katalánském Corporació Catalana de Mitjans Audiovisuals, kde byl ředitelem kanálu 33 a odpovídal za tvorbu programu Info-K. Na 324.cat experimentoval s novými formáty a digitálními příběhy. Současně také pracoval pro Avui Diari de Barcelona a El Temps.
V roce 2014 získal Premi Sant Jordi de novel·la za L'àguila negra.

## Dílo
- La gran nevada (Empúries, 1998)
- Qui va matar el Floquet de Neu (Empúries, 2003)
- L'home d'origami (Amsterdam, 2009)
- Carretera secundària (Proa, 2012)
- Cafè Barcelona (Proa, 2013)
- L'àguila negra (Proa, 2015)
- La dona del cadillac (Proa, 2017)